# Arena Șaiba
Arena Șaiba (în rusă Ледовая Арена Шайба) este un stadion multifuncțional din Adler, sectorul sudic al orașului rus Soci. Principalul motiv pentru care a fost construit a fost găzduirea probelor de hochei pe gheață la Jocurile Olimpice de iarnă din 2014 și a probelor de hochei pe gheață pe sanie la Jocurile Paralimpice.

## Caracteristici
Arena Olimpică Șaiba are o capacitate de 7.000 de locuri. Centrul va găzdui meciurile turneului de hochei pe gheață. După încheierea Jocurilor Olimpice, arena urmează să fie demontată și transportată într-un alt oraș din Rusia. În limba rusă, „Șaiba” înseamnă „puc de hochei”. De asemenea, fanii ruși sunt renumiți pentru strigătele de încurajare 'Șaibu', atunci când susțin echipelor naționale de hochei la campionate mondiale sau europene. Din această cauză a fost pus simbolic un puc de hochei la temelia arenei în timpul construcției. Arena Olimpică Șaiba a costat, conform estimărilor, 27,2 milioane de dolari americani. Arena este dotată cu cea mai recentă tehnologie pentru panouri de afișaj electronic, instalată de o firmă slovacă.